# ديفيد كون
ديفيد كون (بالإنجليزية: David Conn)‏ هو صحفي بريطاني، ولد في 1965 في سالفورد في المملكة المتحدة.

## وصلات خارجية
- ديفيد كون على موقع IMDb (الإنجليزية)
- ديفيد كون على موقع قاعدة بيانات الفيلم (الإنجليزية)